# Guillermo Franco (General)
Guillermo Pablo Franco Herrera (* 8. Februar 1811 in Guayaquil, Staat Quito; † im März 1873 in Callao, Peru) war ein ecuadorianischer General und Politiker.

## Leben
Guillermo Pablo Franco Herrera (kurz Guillermo Franco) wurde 1811 in Santiago de Guayaquil geboren, während der ersten Unabhängigkeit Ecuadors (1809 bis 1812). Franco war neun Jahre alt als am Morgen des 9. Oktober 1820 seine Geburtsstadt sich als erster Bestandteil des heutigen Ecuadors erneut für unabhängig von der spanischen Kolonialherrschaft erklärte.
Aufgrund seines jungen Alters war es ihm damals nicht möglich, aktiv an der Revolution von 1820 teilzunehmen. Einige Jahre später ließ er sich, an der von Admiral Illingworth gegründeten Nautischen Schule einschreiben. Diese Ausbildung sollte sich als entscheidend für seine spätere Karriere erweisen und ihm die notwendigen Fähigkeiten vermitteln, um sich in der maritimen Welt zu behaupten.
Am 31. August 1828 trat er, gemeinsam mit  den späteren Präsidenten José María Urbina und Francisco Robles in die Reihen der Streitkräfte ein. Unter dem Kommando von Kapitän Tomás Carlos Wright nahm er mit großem Einsatz und bemerkenswerter Tapferkeit an der Schlacht von Punta Malpelo teil.
In den Folgejahren, in einer Zeit, die von politischen Umwälzungen und dem Streben nach Stabilität geprägt war, setzte Franco seinen beeindruckenden Aufstieg in der jungen Republik Ecuador fort. Er zeigte nicht nur militärisches Geschick, sondern auch ein ausgeprägtes Verständnis für die politischen Gegebenheiten der Zeit. Dies führte dazu, dass er im Jahr 1857, während der Präsidentschaft seines ehemaligen Kameradens General Francisco Robles, die bedeutende Position des Chefs der Garnison von Guayaquil erhielt. In dieser Rolle trug er maßgeblich zur Sicherheit und Stabilität der Region bei und festigte seinen Ruf als fähiger Militärführer.
Im August 1859 war Franco Generalkommandant der Provinz Guayas und nach Urbina und Robles der dritte in der Urbinista-Caudillo-Hierarchie. Wie alle Militärs jener Zeit strebte er nach der Präsidentschaft der Republik und wartete auf den Moment, in dem er durch einen Putsch die Macht übernehmen könnte. In Quito hatte sich ein Triumvirat aus den Ärzten Gabriel García Moreno, Jerónimo Carrión und Pacifico Chiriboga als Opposition gegen das Robles-Regime etabliert. Franco nutzte seine Gelegenheit und erklärte sich am 17. September zum Obersten Verwalter von Guayaquil und Cuenca. Er machte einen Deal mit dem peruanischen Präsidenten Ramón Castilla, der die Unruhen in Ecuador nutzen wollte, um einen günstigen Ausgang für seine Seite im ecuadorianisch-peruanischen Krieg von 1857–1860 zu sichern, und überzeugte Castilla zusätzlich, ihn gegen García Moreno zu unterstützen.
Am 25. Januar 1860 wurde der Vertrag von Mapasingue von Franco und Castilla unterzeichnet, wobei Franco die peruanischen Forderungen im Austausch gegen Geld, Männer, Waffen, Schiffe und Munition für den bevorstehenden Kampf gegen die provisorische Regierung von García Moreno akzeptierte. García Moreno konnte sich jedoch mit dem ehemaligen Feind Juan José Flores verbünden, einem erfahrenen General, der das Kommando über die provisorische Regierungsarmee übernahm und Francos Truppen bei Babahoyo besiegte. Franco zog sich nach Guayaquil zurück, wo er auf die Unterstützung der im Fluss Guayas vor Anker liegenden peruanischen Schiffe zählen konnte. Er wurde jedoch am 24. September 1860 in der Schlacht von Guayaquil erneut besiegt. Franco verließ das Land an Bord und suchte Zuflucht in Peru. Beschämt über seine Niederlage kehrte er nie nach Ecuador zurück und starb im März 1873 im peruanischen Callao.